# Iglesia Universal del Reino de Dios
La Iglesia Universal del Reino de Dios (IURD), es una asociación cristiana internacional de iglesias carismáticas, con sede un edificio denominado "el Templo de Salomón" en São Paulo, Brasil. La iglesia fue fundada en 1977 en Río de Janeiro por el obispo Edir Macedo, propietario (desde 1989) de la multimillonaria empresa de televisión RecordTV.
En 1999, la IURD tenía 8 millones de miembros en Brasil y ya era considerada una "iglesia comercial". La organización ya había establecido templos en el Reino Unido, en África e India, afirmando un total de más de 12 millones de miembros en todo el mundo ese año. En 2013, la IURD tenía congregaciones en la ciudad de Nueva York, y -según el sitio web de la IURD en Estados Unidos- en 2019 tenía más de 300 congregaciones en 33 estados de Estados Unidos. La iglesia apoyó a Jair Bolsonaro para la presidencia en las elecciones generales brasileñas de 2018, resultando ganador dicho candidato.
En 2017, la IURD se enfrentó a acusaciones de adoptar niños en Portugal y llevarlos al extranjero de forma ilegal. También ha sido acusada de actividades ilegales y de corrupción similares a las de una secta, como lavado de dinero, charlatanería y brujería, así como de intolerancia hacia otras religiones. También se ha acusado a la iglesia de extraer dinero de los miembros pobres en beneficio de sus líderes. En el año 2000, un pastor de la IURD con sede en Londres organizó un exorcismo que provocó la muerte de una niña y la condena de sus tutores por asesinato. La IURD ha sido objeto de prohibiciones en varios países africanos. Esta organización también opone a que las mujeres cursen estudios superiores para que, en palabras de su fundador, "[las mujeres] no sean más inteligentes que sus maridos".
Un informe de las Naciones Unidas publicado en 2009 por el Comité contra la Intolerancia Religiosa (CCIR) de Brasil afirmaba que las iglesias pentecostales en general, y la IURD en particular, acosaban y atacaban, a veces con violencia, a miembros de otras confesiones y difundían la intolerancia religiosa. La  IURD estaba "demonizando" especialmente las religiones sincréticas afrobrasileñas, como la Umbanda y el Candomblé; los judíos son presentados como 'los asesinos de Cristo', los católicos como 'adoradores del diablo', los protestantes tradicionales como 'falsos cristianos' y los musulmanes como 'demoníacos'" según el informe. Los espiritistas también han sido objeto de ataques. El Comité de la ONU está formado por los líderes de dieciocho grupos religiosos y de derechos humanos. El presidente del comité dijo que "el fascismo y el nazismo empezaron así, demonizando a otros grupos".

## Historia

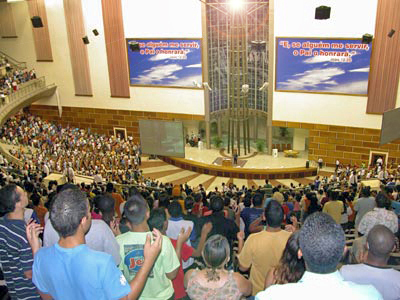
Servicio, Catedral Mundial da Fé

Antes de fundar la Iglesia Universal, Edir Macedo trabajó como cajero para la Lotería Nacional. Se inició como líder cuando 4 miembros de la iglesia evangélica NOVA VIDA, entre los que estaba su cuñado, insatisfechos con las cosas, fundaron una nueva rama, que denominaron “Iglesia de la Gracia” en la que Edir Macedo fue contratado como tesorero. Posteriormente fundó La Cruzada del Camino Eterno y la Iglesia Universal del Reino de Dios.
- En 1974 cuatro pastores de la iglesia evangélica NOVA VIDA fundan la Iglesia de la Gracia. En 1977 la Iglesia de la Gracia se divide en dos ramas:
  - Iglesia universal del Reino de Dios liderada por Edir Macedo Bezerra
  - Iglesia Internacional de la Gracia de Dios liderada por Romildo Ribeiro Soares

Sin las condiciones económicas necesarias para alquilar un local, las primeras reuniones se realizaron en la calle en un anfiteatro del jardín del barrio de Meier en Río. Por aquel entonces, las ceremonias comenzaron a ser frecuentadas por una gran cantidad de personas de tal manera que, lentamente, le permitieron a Macedo alquilar los primeros lugares.
Las reuniones pasaron a ser realizadas en un local, que había sido una antigua funeraria, en el barrio de Abolição, en la zona norte de Río de Janeiro. En aquella época la divulgación era realizada por diez "obreros", nombre con que denominaban a las personas que aspiraban a ser pastores de la institución. Ellos pegaban folletos de evangelización en los postes e invitaban a las personas a participar de los servicios. La IURD crecía con gran rapidez y el galpón de una antigua fábrica de muebles en la avenida Suburbana se convirtió en el lugar ideal para albergar al número de fieles que cada día iba en aumento. Así fue como el galpón se convirtió en el gran Templo con capacidad inicial para 1500 personas. Poco tiempo después fue necesario ampliar su capacidad para 2000.
El propio Macedo reconoció en varias oportunidades que "cuando alquilamos el galpón, fue considerado un acto loco, ya que el alquiler del local era muy caro". En tanto, esa osadía, contribuyó para que la IURD sea lo que es hoy en día: una Iglesia que no para de expandirse.
Los planes para la IURD siempre fueron grandes. Desde las predicaciones en el anfiteatro de Meier, Macedo decía frecuentemente que la Iglesia Universal tenía por objetivo predicar el evangelio en todo el mundo, y que para eso sería necesario utilizar los medios de comunicación.
Determinado y con un liderazgo absoluto, Macedo lo logró, por intermedio de la televisión, la radio, libros, diarios, revistas y películas que la IURD fue produciendo a lo largo de su historia. Inicialmente "El Despertar de la Fe" con 15 minutos de duración fue emitido por la Radio Metropolitana. Enseguida, el programa fue transmitido por medio de la extinta TV Tupí, canal 6 en Río de Janeiro, comenzando a ser retransmitida en San Pablo y los demás Estados. Después la Iglesia alquiló algunos espacios y asumió la dirección de otras emisoras, creando así una cadena de radios y de TV que divulgaban su trabajo.
Los obreros de aquella época, muchos de ellos hoy en día se han convertido en obispos, dormían en la Iglesia. Bien temprano al amanecer ya estaban listos a la espera de los que llegaban en busca de apoyo y orientación espiritual. La apertura de la segunda IURD, la de padre Miguel Crivella, transformó una simple choza en un verdadero "galpón de la fe". Después fueron inauguradas las Iglesias de Grajaú, Inhaúma, Duque de Caxias, Nova Iguaçu y muchas otras. Hoy en día está presente en todo el Brasil. Aproximadamente, son inauguradas tres iglesias cada domingo. Hasta 1998, existían más de tres mil templos esparcidos por todo Brasil.
Ante este crecimiento la IURD resolvió, además de inaugurar más templos y ampliar los ya existentes, construir catedrales en los Estados para que funcionasen como sedes. En San Pablo, además de la Catedral de la Fe en Santo Amaro, otras nueve catedrales fueron erguidas en diferentes áreas, incluyendo la región metropolitana y el interior. Sin embargo, en Río de Janeiro se encuentra localizada la mayor catedral del Brasil, sede mundial de la Iglesia, el "Templo de Gloria del Pueblo de Israel".
No conformes con su crecimiento, los fundadores de la IURD decidieron expandirse fuera de Brasil. La primera sucursal en el exterior de la "Universal Church", como se la conoce, fue fundada en Estados Unidos, en un amplio galpón de Mount Vermont, Nueva York, por el propio obispo Macedo. A partir de ahí partió para Manhattan, Brooklyn, y otros barrios de Nueva York, llegando también a otras ciudades y Estados norteamericanos.
Solamente en la California, la Iglesia ya cuenta con decenas de templos. En Los Ángeles fue inaugurada la "Catedral de la Fe" -donde antiguamente funcionó el Million Dollar Theater- con capacidad para 2500 personas.
Desde Estados Unidos se expandió hacia Canadá y México, llegando a casi todos los países de América Latina, Central y el Caribe. La IURD desembarcó en Argentina, Paraguay, Venezuela, Uruguay, Bolivia, Colombia, Perú, Chile, República Dominicana, Guatemala, El Salvador, Honduras, Jamaica, Nicaragua, Costa Rica, Panamá y Ecuador.
En Europa, la Iglesia Universal comenzó en Portugal, expandiéndose hacia España, Francia, Inglaterra e Italia. Las transformaciones ocurridas en el escenario político después de la caída del muro de Berlín, le proporcionaron la entrada a la ahora unificada Alemania. La apertura del Este europeo y el fin del comunismo, permitieron el acceso a Rusia y Rumania. En Holanda, Bélgica, Luxemburgo y Suiza, la IURD conquistó un lugar.
Ni siquiera el continente africano fue dejado de lado. Considerado uno de los más necesitados, llegó a conocer el trabajo de la Iglesia Universal a partir de 1992. El primer templo fue abierto en Johannesburgo, Sudáfrica. En la actualidad se encuentra en Angola, Mozambique, Cabo Verde, Kenia, Lesoto, Guinea Bissau, Costa de Marfil, Malaui y Uganda. En Asia, la IURD llegó hasta el Japón, India y Filipinas. En el 2000 operaba en más de 45 países con más de 12 millones de fieles.

### Estructura de la Iglesia
La principal autoridad se encuentra radicada en el obispo principal y fundador, Edir Macedo; a él le siguen los obispos, que son los encargados generales de las iglesias de cada país (en Estados Unidos y Brasil hay un obispo por cada estado); luego vienen los pastores, que dirigen las iglesias en las provincias y son los encargados de conducir las reuniones y encuentros; y, finalmente, están los tradicionalmente llamados “obreros”, que es como se les llama a los colaboradores que asisten de manera voluntaria a los miembros participantes de las reuniones.

### Financiamiento
En las secciones de negocios y economía de los diarios de Brasil es posible leer noticias como esta: “La Iglesia Universal del Reino de Dios (IURD) tuvo ingresos anuales por USD 735 millones, más que cualquier empresa privada”.[cita requerida] A la cabeza del imperio económico-religioso en el que se ha convertido la IURD se halla Edir Macedo, un ex cajero de la lotería del estado de Río de Janeiro, quien fundó la iglesia en 1977 y se proclamó obispo, IURD es ahora una de las mayores iglesias del mundo con cerca de ocho millones de fieles en Brasil. Además, incluye a 9600 pastores, 4700 templos instalados en 172 países, según los datos de la propia organización, que recoge el diario ecuatoriano El Comercio. Y el Consejo de Actividades Financieras de Sao Paulo calcula que el patrimonio de la IURD bordea los 2000 millones de dólares.
Ya que cada ingreso es destinado al mantenimiento y construcción las iglesias, en menos de 20 años, Macedo convirtió un pequeño local alquilado de un barrio humilde de Río de Janeiro en la más grande iglesia brasileña.
Sus miembros son enseñados, pero no obligados, a entregar el diezmo y hacer ofrendas a la iglesia.[cita requerida]

### Fundamentos doctrinales
Los principios doctrinarios de la IURD son fundamentalmente los de las iglesias pentecostales trinitarias. Se basan tanto en el Antiguo Testamento como en el Nuevo Testamento de la Biblia.
No obstante, también poseen algunas características particulares. Por ejemplo, utilizan elementos físicos tales como sal, aceites, agua, jabones, etc. traídos desde Israel con fines religiosos.[cita requerida] Sus doctrinas centrales consideran el Evangelio del Reino, los exorcismos de demonios, las sanidades, la bendición de la vida económica, y especialmente la restauración de las familias.[cita requerida] Como es lo usual, celebran la Santa Cena los domingos, cada mes con pan y jugo de uva emulando el vino. Recordando la ceremonia la cual el pan representa el cuerpo de Cristo y el jugo de uva, la sangre de Cristo que derramo por la humanidad al fin de ser perdonados los pecados.
Según la institución, las doctrinas de la Iglesia Universal del Reino de Dios derivan de enseñanzas bíblicas interpretadas de manera similar a la de otras denominaciones protestantes neopentecostales. Sin embargo, existen particularidades importantes, como los sacrificios espirituales y materiales, el carácter sobrenatural atribuido a las celebraciones del bautismo por inmersión, el bautismo con el Espíritu Santo y la Cena del Señor. La iglesia predica la "teología de la prosperidad", destacando en sus programas de televisión testimonios del éxito económico de sus fieles.

### Doctrinas y teología
La iglesia mantuvo durante algunos años la "Facultade Teológica Universal do Reino de Deus" (Faturd), en la ciudad de Río de Janeiro, que impartía cursos básicos de teología en tres años y la licenciatura en cuatro. La iniciativa finalizó cuando el obispo Edir entendió que, para lograr sus fines expansionistas, la formación teológica, además de inútil, desaparecería con el tiempo, pues mermaba el fervor de los estudiantes y los alejaba de sus verdaderos intereses y de lo inmediato. necesidades de las personas que asistieron a la IURD. No sólo extinguió esta facultad teológica sino que, iniciando una polémica con la erudición teológica, publicó el libro "La liberación de la teología", título en el que critica lo que llamó "Cristianismo de mucha teoría y poca práctica; mucha teología, poco poder".; muchos argumentos, poca manifestación; muchas palabras, poca fe". 
Otras doctrinas enseñadas por el Universal son la existencia de un solo Dios, formado por la Trinidad Padre, Hijo y Espíritu Santo, el regreso de Jesucristo por el arrebatamiento, la salvación del alma por la fe en Cristo ("sola fide"), eterna la vida después de la muerte, la infalibilidad de la Biblia, escrita por hombres divinamente inspirados por Dios, la existencia del cielo, el infierno y el Juicio Final, el bautismo en agua por inmersión, la sanidad divina, el bautismo por el Espíritu Santo, los Dones del Espíritu Santo, la Cena del Señor, el diezmo, las ofrendas voluntarias y la prosperidad. Finalmente, para la IURD, la "Iglesia" es la unión universal de todos los cristianos fieles. La iglesia también utiliza la imposición de manos en el rito de la liberación y está en contra de la veneración de imágenes.
Estas doctrinas son similares a muchas otras instituciones pentecostales, excepto por el énfasis en la teología de la prosperidad. Esta teología afirma que la bendición se logra no solo con la fe, sino también con los sacrificios, que son los diezmos y las ofrendas. Uno de los puntos más enfatizados por la iglesia es también el llamado a nacer de nuevo. La doctrina de la IURD enseña que cuando una persona nace de nuevo en Cristo, se convierte en una nueva criatura, que "todo es hecho nuevo". Los estudios indican que la IURD fue la mayor representante de esta teología en el siglo XX en Brasil.
Los testimonios también forman parte de la doctrina de la IURD y son utilizados principalmente con fines de divulgación en los medios de comunicación de la institución. El público objetivo son las personas que están siendo atormentadas por algún tipo de problema, preferiblemente de clase media y baja, y que buscan alguna manera de hacer la vida más tranquila. Los casos son denunciados por los propios miembros que asisten a los templos. Os problemas que eles relatam sofrerem antes de frequentarem a IURD são de vários tipos, como o fim de alucinações e delírios, o vício em diversos tipos de drogas, a restauração de laços familiares, relatos sentimentais e, principalmente, de um reencontró de um "significado de la vida". Luego, el pastor invita a las personas que pasan por este tipo de experiencias a asistir a un templo de IURD para comenzar su viaje de liberación espiritual. La iglesia se llama a sí misma un "Centro de Ayuda Espiritual" donde su propósito es buscar personas descontentas y tratar de atraerlas con sus doctrinas y enseñanzas espirituales.

## Estadísticas
En 2000, según el censo brasileño de 2000, la IURD tenía 2.101.887 miembros. En 2010, el IBGE informó la caída a 1.873.243 afiliados. Aun así, sería la cuarta denominación evangélica más grande de Brasil.
Sin embargo, la propia IURD cuestiona estos números y presenta sus propios datos basados en testimonios de pastores que, a su vez, afirman que la investigación del IBGE “es deficiente e incompleta porque no realiza entrevistas en los lugares donde la Iglesia Universal está más presente, como áreas pobres con pocos recursos económicos, como comunidades brasileñas, favelas y cerros".
Según datos del censo brasileño de 2010, realizado por el IBGE, la IURD tiene 1,8 millones de adherentes.
Según un censo de la asociación de iglesias en 2015, tendría 7157 templos y catedrales en Brasil y 2663 iglesias en el exterior. La denominación tiene 112 obispos y 11.504 pastores en Brasil, además de 48 obispos y 3953 pastores en otros países. Universal informa y, según el cálculo de la institución, tiene 7 millones de fanes en Brasil y más de 1,2 millones en el exterior, en 105 países.

## Controversias

### El Colapso en Osasco
En la madrugada del 5 de septiembre de 1998 se derrumbó el techo de la Universal en Osasco, en el Gran São Paulo (Región Metropolitana de São Paulo), mientras unos 1500 fieles rezaban en vigilia. El derrumbe dejó 24 muertos y más de 467 heridos.
En marzo de 1999, con base en un informe del Instituto de Criminalística (IC), que señaló la negligencia como la causa del accidente, la Policía Civil del Estado de São Paulo procesó a ocho personas por homicidio culposo. Fueron imputados el dueño del inmueble, cuatro miembros de la iglesia y tres ingenieros del ayuntamiento, quienes permitieron la realización de servicios en el lugar. La defensa solicitó a peritos privados un nuevo informe, pero el caso se consideró prescrito en 2009 y ninguno de los acusados de ser corresponsables del derrumbe fue sancionado.

### Controversias con la prensa
La Iglesia Universal, junto con Rede Record y Folha Universal, los principales medios vinculados a la institución, ya han tenido numerosos conflictos editoriales con varios otros medios en Brasil, incluido el portal UOL, la revista Veja, Folha de S. Paulo y en particular Rede Globo. Edir Macedo le dijo al sitio web de ISTOÉ que la estación carioca es uno de los mayores enemigos de Universal.
El primer reportaje televisivo contra Universal fue emitido por la extinta TV Manchete en el programa Documento Especial, que los tildaba de fanáticos y comandantes de una iglesia llena de miserables.
El resultado de la polémica con Globo fue durante la detención de Edir en 1992. Según Macedo, la emisora actuó "de manera perversa, que lo maltrataron cuando estuvo en la cárcel y otros episodios que involucraron a la Iglesia Universal". Cree que fue "ejecutado sin posibilidad de defensa". Durante el lanzamiento del canal Record News, Edir se refirió a Rede Globo como titular del monopolio de la comunicación en Brasil. “Durante años fue agraviada por un grupo que tenía y mantiene el monopolio de la información en Brasil”, dice Macedo.
En 1995, la Rede Globo presentó un reportaje en el que Edir Macedo enseñaba a los pastores a convencer a los fieles para que donaran dinero a la Iglesia Universal. Un video fue difundido por el sitio web de YouTube, en el que Edir Macedo dice que los pastores tienen que ser firmes al pedir donaciones: 'Tiene que ser así: ¿vas a ayudar en la obra de Dios? Si no quieres ayudar, Dios conseguirá que alguien más ayude. ¿Entiendes cómo es? Si quieren [dar dinero], amén, si [los fieles] no quieren, o dan o bajan. El obispo presentó una solicitud para que el video fuera retirado del aire, pero la solicitud fue denegada por la Justicia. Tras lo sucedido, Macedo explicó que "o das o bajas" significa que o la persona es fiel en "dar" sus diezmos y ofrendas, o "baja" (no es bendecida).
En agosto de 2009 hubo un extenso conflicto entre Record y Rede Globo, con siete días consecutivos de acusaciones y denuncias en sus principales noticieros diarios y semanales. Jornal da Record y Jornal Nacional emitieron reportajes al mismo tiempo. Record incluso reservó más de 20 minutos para atacar a su competidor y mostró un programa especial de aproximadamente una hora sobre Domingo Espectacular, que incluyó una declaración de Edir Macedo sobre las acusaciones. Ante esto, Record vinculó a Organizações Globo con la dictadura militar brasileña y afirmó que un fiscal encargado de investigar la iglesia ya había sido sospechoso de beneficiar a la emisora carioca. Según un informe del JornaI Nacional, un informe policial indicó que el dinero de las donaciones de los fieles sería inyectado en la emisora, compensándose con la compra de espacios publicitarios a un precio superior al del mercado. También en 2009, la IURD, en el programa Fala que Eu Te Escuto, mostró imágenes de templos en varias capitales brasileñas, abarrotados para la vigilia denominada "Protesta contra la Rede Globo". En enlaces transmitidos en vivo por el programa, mostró testimonios de personas que dijeron que nunca volverían a sintonizar Globo. “Ni la telenovela de las 8 que tanto me gusta, la voy a ver más”. dice uno de los fieles.

### Denuncia de acoso moral y homofobia
En julio de 2022, Nanda Bezerra, una importante influencer digital de la IURD y pariente cercana de Edir Macedo, fue denunciada por homofobia y acoso moral por medio de un departamento de defensores ligados a acciones laborales, que está promoviendo un proceso contra la IURD. Los líderes religiosos y frecuentadores de la institución religiosa alegan que, supuestamente, ella estaría haciendo severas sugestiones a la forma de vestirse y comportarse. En un supuesto video de predicación proselitista, de autoría desconocida, la líder de la Força Jovem Universal (FJU) es sorprendida haciendo declaraciones homofóbicas sobre las ropas usadas por pastores y fieles.

### Homofobia cometida en vivo en la TV brasileña
En la víspera de Navidad de 2022, el dueño de la Iglesia Universal del Reino de Dios, Edir Macedo cometió el crimen de homofobia en directo en el canal televisivo RecordTV. El jefe de la segunda mayor estación de televisión de Brasil equiparó a los homosexuales con marginales y pronunció que individuos que conviven de modo romántico con los demás de igual sexo son seres malvados. El episodio indignó a la población brasileña por la razón de la índole de la emisión. Edir Macedo discurría un pasaje de la biblia cristiana acerca de la relevancia de la alianza familiar, mientras consideraba a discutir la vicisitud de los pecados humanos. El obispo niveló la colectividad LGBT+ con los delincuentes y señaló que ellos eran "malos" por culpa del término del pudor terrenal. Aseguró que ninguna persona viene con esa naturaleza. Como resultado, ABRAFAH (Associação Brasileira de Famílias Homotranssafetivas) y la Aliança Nacional LGBT+ enviaron una notificación penal por el hecho cometido.

### Oposición a la educación superior para mujeres
El obispo Edir Macedo de la Iglesia Universal del Reino de Dios declaró en un sermón de 2019 que no se debe permitir que las hijas busquen una educación superior, porque si lo hacen serán "más inteligentes que sus maridos", y que él personalmente no permitiría a sus hijas a ir a la universidad porque cree que una mujer educada no puede tener un matrimonio feliz: "Cuando ellas [mis hijas] salieron, les dije que solo irían a la escuela secundaria y no irían a la universidad. Mi esposa apoyó yo, pero a los familiares les pareció absurdo. ¿Por qué no vas a la universidad? Porque si te gradúas de una profesión en particular, te servirás a ti mismo, trabajarás para ti mismo. Pero no quiero eso, viniste a servir. Dios, porque si (…) ella fuera médica y tuviera un alto grado de conocimiento y encontrara un chico que tuviera un bajo grado de conocimiento, él no sería la cabeza, ella sería la cabeza, y si fuera la cabeza, no serviría a la voluntad de Dios. Quiero que mis hijas se casen con un varón. Un hombre que tiene que ser la cabeza. El Tienes que ser la cabeza. Porque si no son cabeza, su matrimonio está condenado al fracaso".

### Problemas del fundador

#### Problemas legales de Edir Macedo
En 1992 el Obispo Macedo fue encarcelado 11 días en Brasil por fraude y charlatanería Macedo fue exculpado de estas acusaciones en esta fecha. y en 1996 comenzaron a investigarlo por la forma de recaudar fondos, fraude en cambio internacional de divisas, evasión de impuestos y vínculos con narcotraficantes. Pero además enfrenta investigaciones en otros ocho países y el diputado detenido portando una suma millonaria de dólares es investigado por el Supremo Tribunal Federal, debido a que figura en cargos directivos de cinco empresas de radio y televisión pertenecientes a la iglesia.
En el 2002 la Iglesia lanzó su propio partido para desvincularse del Partido Liberal (PL) que integraba la coalición del gobierno de Luiz Inacio Lula da Silva.
En 2009, los miembros del PT entró en conversaciones con la iglesia universal del reino de Dios a utilizar sus medios de comunicación para una campaña política.

#### Deudas de Macedo a la IURD
Según los registros financieros de la IURD, el obispo Macedo en 1994 debía 21 millones de reales a la iglesia, casi 23 millones de dólares, dinero obtenido con préstamos a largo plazo sin intereses. Los auditores del caso también afirman la existencia de varias empresas que sin estar a nombre de la IURD, tienen accionistas relacionados con ella. Entre estas instituciones, destaca la procesadora de datos Uni Line, que presta servicios a la IURD y es cercana a Carlos Alberto Rodrigues Pinto y al diputado Odenir Laprovita Vieira (PPB), acusado en el proceso al haber adquirido oficialmente la red Record para luego entregarla a Edir Macedo. Las denuncias, sin embargo, sobrepasan los límites nacionales, pues en otros países se han encontrado empresas relacionadas con la iglesia y, además, son sospechosas de lavado de dinero. Entre estas se encuentra la Invest Holding Limited —socia del Banco Metropolitano perteneciente al Grupo Universal— ubicada en las islas Caimán.

#### Polémica sobre la recaudación de bienes materiales y económicos en caso de fallecimiento de fieles
El obispo Edir Macedo estuvo entre los asuntos más relevantes en las redes sociales en julio de 2022 a causa de un video en el que pide una donación. El líder de la Universal del Reino de Dios, sugirió que los fieles donan todos sus bienes a la iglesia antes de que mueran. En la justificación, Macedo afirma que las donaciones serían una forma de agradar a Dios.
La declaración se produjo en una transmisión a los seguidores en Internet. En otro momento, el obispo relata no tener ningún bien personal, una vez que lo que es "supuestamente suyo" está destinado "para dar continuidad a ese trabajo de evangelización en el mundo entero". De acuerdo con el fundador, la donación de los bienes podrá estimular o avanzar el trabajo de evangelización dentro de la iglesia, con lo que él llama "misión de llevar el evangelio a todas las criaturas".
El periódico O Estado de Minas consultó a la abogada y presidenta de la Comisión de Derecho y Libertad Religiosa OAB/MG, Isabela Dario, sobre el discurso de Edir Macedo. Aclara que la legislación brasileña no permite que la herencia sea transferida, en su totalidad, a una institución. El magistrado, todavía puntualiza que la decisión puede ser impugnada por los herederos - en ese caso, pueden tratar de revertir el acto de voluntad, en el inventario o la anulación del testamento. En opinión del pastor Henrique Vieira, Edir Macedo se utiliza la fragilidad y la entrega de sus fieles para enriquecimiento propio.          

### Relación con otras Iglesias

#### R. R. Soares
- En 1974 cuatro pastores de la iglesia evangélica NOVA VIDA fundan la Iglesia de la Gracia. En 1977 la Iglesia de la Gracia se divide en dos ramas:
  - Iglesia universal del Reino de Dios liderada por Edir Macedo Bezerra
  - Iglesia Internacional de la Gracia de Dios liderada por Romildo Ribeiro Soares

#### Iglesia Mundial del Poder de Dios
En 1998 Valdemiro Santiago hasta entonces obispo de la Iglesia universal del Reino De Dios funda la Iglesia Mundial del Poder de Dios en la ciudad de Sorocaba, San Pablo, Brasil, en 3 de marzo de 1998 y disidentes de la Iglesia universal del Reino De Dios.

#### Disputa con la Iglesia Católica
La IURD ha suscitado una controversia con la Iglesia católica, no solo por desacuerdos doctrinales sino sobre todo, por cuestiones políticas con Edir Macedo, quien ha declarado que "la Iglesia Católica es una vergüenza para el Tercer Mundo" y que el Papa es "puramente un político". Esta confrontación se ha hecho de diversas maneras e incluso en contiendas electorales.
En 12 de octubre de 1995, cuando los católicos celebran Nuestra Señora de la Concepción Aparecida, el entonces obispo de la Iglesia Universal Sergio Von Helde agarró a patadas y puñetazos a una imagen de la Virgen durante «los programas Despertar de la Fe" y "Palabra de Vida", de Red Record. Von Helde fue acusado en la corte por el insulto a la fe de otros.

#### Expulsión de la Alianza Evangélica Portuguesa
La IURD fue excluida de la Alianza Evangélica Portuguesa en 1992 debido a la explotación económica contra las personas de bajos recursos, hecho que presenta en torno varias contradicciones en respecto a esa decisión.
Angola
En 2013, en Angola, la Universal permaneció cerrada durante 70 días en 230 templos y se prohibió la asistencia a la iglesia a 500 mil fieles, debido a la muerte de trece personas en la "Vigilia del Día del Fin". La reunión se llevó a cabo en el estadio de la Ciudadela y las autoridades aseguran que al momento del accidente el estadio estaba superpoblado, se estima en más de 150 personas de lo ideal, que era un máximo de 30.000. También hubo la detención de pastores de la Universal en Angola. El motivo del cierre de los templos fue la alegación de que Universal se encontraba en una situación irregular. Por otro lado, en una nota oficial, Universal afirmó que está en regla y está apoyando todas las investigaciones y víctimas. A fines de marzo, el gobierno autorizó la reanudación de actividades en Angola. Solo Universal puede operar desde entonces, todas las demás iglesias evangélicas brasileñas permanecieron cerradas. Según el sociólogo Ricardo Mariano, de la PUC-RS, Angola es tierra fértil para la Universal, que allí tiene TV Récord, un periódico, templos y conexiones políticas, y por eso debe tener asegurada la reserva de mercado. En declaraciones de Universal a Folha Online, "Con referencia a la reanudación de nuestras actividades y las normas de funcionamiento impuestas por el gobierno de Angola, informamos que Universal respeta las decisiones de las autoridades del Estado".

#### Perú
La Iglesia Universal del Reino de Dios (IURD), conocida en Perú y en otros muchos países por su programa de televisión Pare de sufrir, fue considerada como una secta por la Unión Nacional de Iglesias Evangélicas del Perú, según Raquel Gago, Directora Ejecutiva de la entidad mencionada.
Al tratar el tema sobre la denuncia por asociación para delinquir y lavado de dinero en contra de los principales dirigentes de la IURD, según Raquel Gago se expresa que su actividad es una “manera de explotar la fe”. En una reunión sostenida en el Ministerio de Justicia, Raquel Gago manifestó que la institución que representa ha propuesto el retiro de ésta agrupación del registro de confesiones distintas a la católica.
Angola

### Polémicas con otros grupos religiosos
La IURD también ha sido el protagonista de varias controversias y desacuerdos con otros grupos religiosos, sobre todo las religiones de la cultura afro-brasileña como el Candomblé y Umbanda. Edir Macedo y otros pastores de la IURD han sido acusados de intolerancia contra estas creencias, a pesar de haberlas profesado el mismo Macedo. En 2005, el Departamento de Justicia ordenó la retirada de todas las copias del libro "Orishas, mestizos y Guías: ¿Dioses o Demonios?", hecho por Macedo, debido a su contenido altamente injurioso.

### Acusaciones criminales

#### Lavado de dinero
El Ministerio Público de la ciudad brasileña de Sao Paulo pidió ayuda internacional para rastrear los supuestos ilegales y millonarios movimientos financieros que ha realizado el líder de la Iglesia Universal del Reino de Dios (IURD), Edir Macedo, debido al conocimiento público de que el famoso líder espiritual que institucionalizó el programa “Pare de sufrir” fue acusado por las autoridades de Brasil de lavado de dinero, fraude y falsificación. Macedo habría desviado –a beneficio propio– más de US$ 765 millones recaudados gracias a los diezmos de sus millones de fieles, según lo que informa el diario peruano La República. Según el matutino O Estado de Sao Paulo, la Oficina de Control de Actividades Financieras (COAF) demostró que el dinero de los miembros, destinado para el mantenimiento de la institución y el trabajo social, se desvió a la compra de diversas empresas de comunicación. Según los fiscales, en lugar de aplicar el dinero de los fieles en las obras de mantenimiento o cuidado de los templos, Edir Macedo y los otras nueve personas incluidas en la acusación utilizaron los fondos para esos beneficios.
De acuerdo a la prensa brasilera, la investigación se llevó a cabo tanto al fundador, como a nueve líderes más por tomar ventaja de su posición y cometer fraudes en contra de la iglesia y sus feligreses. El procurador acusa a Macedo y otros nueve líderes por lavado de dinero por más de $2 billones de dólares en donaciones desde el 2001 al 2009., investigación que no ha demostrado dicha verificación de culpabilidad de los hechos. Se ha mostrado por reportes federales que el dinero era dado por los feligreses y lo ponían en cuentas en bancos privados en Nueva York (por medio de Invest Holding, un banco privado) y Londres. Este dinero se enviaba por Cable Invest, un banco privado en las Islas Caimán. Después se enviaba a compañías brasileñas como “Cremo” y “Unimetro”.

No puedo hacer comentarios, pero hay que tener mucho cuidado con la palabra de los empleados que cometieron delitos y están tratando de reducir sus penas”, hay cientos de casos de juicio en los EE.UU. en donde supuestos colaboradores mienten para proteger a los clientes o para despistar con declaraciones falsas.“La sospecha de remesas ilegales es incompatible con las normas administrativas de Universal por los cuidados fiscales y contables de la iglesia, el supuesto dinero enviado sería completamente inviable”
El abogado penalista de la Universal, Pitombo Antonio Sérgio de Moraes

Macedo no es el primer líder evangélico brasileño que es acusado de malversación financiera. La pareja que fundó la Iglesia Renacer en Cristo, que tiene a la estrella del fútbol brasileño Kaká entre sus fieles, fue arrestada en Miami en 2007 por no declarar más de USD 500.000 en efectivo ingresados a Estados Unidos.

#### Detención de legislador de la organización con suma millonaria
La policía brasileña detuvo el 11 de julio de 2005 a un diputado federal y dos pastores de la Iglesia Universal con siete maletas repletas de dinero, a bordo de un avión privado en el aeropuerto de Brasilia. Horas después de la incautación, que fue posible gracias a una denuncia anónima, la Policía Federal no había terminado aún de contar el dinero, pero extraoficialmente se informó que el monto supera los 20 millones de reales (unos 8 millones de dólares).
En el avión viajaba el diputado federal Joao Batista Ramos da Silva, del derechista Partido del Frente Liberal (PFL), quien fue llevado a una delegación policial para ser interrogado junto con sus acompañantes: dos pastores de la iglesia evangélica y dos mujeres, además del piloto y el copiloto de la aeronave.
El avión se disponía a despegar con destino a la vecina ciudad de Goiania, capital del estado de Goias.

#### Pedido de respeto
La Iglesia Universal del Reino de Dios pidió inmunidad al narcotráfico brasileño. Éste es el titular que ha dado el 15 de abril de 2010 por el diario El País a un artículo de Juan Arias, que cuenta desde Río de Janeiro la petición de la entidad fundada por Macedo.
La Iglesia Universal del Reino de Dios brasileña pidió en 2008 a sus pastores que llegaran a acuerdos con los traficantes de droga brasileños para que no asaltaran ni a los miembros, ni a los feligreses, ni a los locales de culto de esta institución. Esto, al menos, se desprende de un vídeo que recoge una vídeoconferencia de un obispo de esta Iglesia y que fue hecho público por el diario Folha de São Paulo

#### Periodistas e investigación
Periodistas del Diario La República llegaron hasta el templo de Trujillo para conocer su versión respecto a la grave denuncia que pesa sobre sus jerarcas en Brasil por el mal uso de las captaciones económicas de los fieles, sin embargo fueron agredidos por el personal de seguridad por realizar fotografía de la fachada del templo.[cita requerida]
Y no es la primera vez que esta organización actúa de esta manera tan irracional contra el personal de los medios de comunicación. Hace algunos años, dos reporteras de América Televisión ingresaron con una cámara oculta para la grabación de la sesión de sanación en el interior del templo, los miembros de seguridad descubrieron esto y le pidieron respetuosamente que parara la grabación pero ellas se resistieron hasta que forzosamente tuvieron que terminar con la filmación.[cita requerida]

#### Relación con el caso de Victoria Climbié
Victoria Climbié era una niña de ocho años de edad, cuya cruel muerte dio lugar a cambios importantes en las políticas de protección de los niños en el Reino Unido. Ella murió a causa de abuso y negligencia mientras vivía con su tía Marie-Thérèse Kouao y el novio de la tía. Victoria fue vista por decenas de trabajadores sociales, enfermeras, médicos y oficiales de policía antes de morir, y por la IURD, pero todos fallaron en detectar y detener el abuso como la tortura y muerte. Kouao y su novio fueron acusados de crueldad infantil y asesinato. Durante los interrogatorios policiales, se afirmó que Victoria estaba poseída por espíritus malignos. Ambos fueron condenados a la cadena perpetua.
El asesinato de Victoria llevó a una consulta pública, que investigó el papel de los servicios sociales, Servicio Nacional de Salud, la Iglesia Universal del Reino de Dios, y la policía en su muerte.
El 19  de febrero de 2000 Victoria fue llevada por Kouao de la Iglesia Universal del Reino de Dios ubicada en Seven Sisters Road. El pastor, Álvaro Lima, dijo a la investigación que él sospechaba que ella estaba siendo abusada. Dijo que Victoria le dijo que Satanás le había dicho que se quemara. De acuerdo con el informe de investigación "El Pastor Lima expresó la opinión de que Victoria estaba poseída por un espíritu maligno y aconsejó a Kouao traer Victoria a la iglesia una semana más tarde". Lima decidió orar y ayunar con un asistente, sin llamar a los servicios de policía, hospital o social en ese instante.
El 24 de febrero de 2000 Kouao llevó de nuevo a Victoria la IURD, donde el Pastor Lima les aconsejó ir al hospital y llamó a un taxi; cuando ella llegó al hospital ya su temperatura era de 27 °C (temperatura normal es de unos 36 °C). Murió al día siguiente; el mismo día, la IURD tenía previsto celebrar un servicio para supuestamente liberarla del demonio. En la autopsia encontraron 128 lesiones en todas las partes de su cuerpo, el patólogo informó que fue el peor de los casos de daño deliberado a un niño que jamás había visto.

### Crímenes en otros países
En 1997, el Comité del Parlamento Belga de Investigación sobre las sectas marcó a la Iglesia Universal del Reino de Dios como una secta peligrosa. El informe afirma que la “iglesia afirma que el Reino de Dios está aquí abajo y que ofrece una solución a todos los problemas posibles, depresión, desempleo, problemas familiares y financieros.
En Perú, una fiscal denunció a los dirigentes peruanos de la Iglesia Universal del Reino de Dios, cuyos líderes son procesados en Brasil, por el delito de lavado de activos en agravio del Estado, informaron el 21 de agosto de 2009 medios locales. El documento suscrito por la fiscal Ana María Linares, de la 22 Fiscalía de Lima, señaló que la iglesia no ha podido justificar la procedencia del dinero con el que se constituyó y mantiene en la actualidad. El portal en Internet del diario El Comercio señaló que tras esta acusación fiscal el Poder Judicial decidía si abría o no un proceso penal contra 22 líderes de esta iglesia conocida por su programa televisivo Pare de Sufrir.
En Argentina, el año 2001, el programa Telenoche Investiga de Canal 13 emitió una investigación en la cual, por medio de una cámara oculta, mostraban la trastienda económica de esta iglesia. Se mostró el vocabulario de los pastores cuando no están los fieles presentes y la manera como adquirían en un supermercado el "aceite de Israel", también se mostró la insistencia con que los pastores reclaman el diezmo a los fieles.
En Colombia han recibido denuncias a acerca de la Iglesia Universal, debido a la compra de diferentes locales abandonados (desde salas de cine hasta locales comerciales), pero el gobierno colombiano han reducido la cantidad de Iglesias y de otras iglesias. Sólo en la década de los 90, había unos 750 Iglesias de la IURD, pero en la década del 2010, han reducido en un 50%, es decir, solo 315 Iglesias de la IURD han bajado.
En México, en un reporte del gobierno federal realizado en abril de 2008, la IURD fue acusada de no registrar a cerca de 76 individuos como ministros (pastores) en el apostolado mexicano. Varios de estos individuos llegan al país con visas de negocios (por lo comprobado) por lo que la entrada al país se hace aún más fácil y a modo. En territorio mexicano se les acusa de engaños y métodos turbios, blanqueos de dinero, y denuncias agresivas en contra de otras instituciones religiosas, como la Iglesia Católica y organizaciones de quienes defienden derechos de la comunidad gay.
En Estados Unidos también ha habido numerosas denuncias. En un artículo publicado por el New York Post en el año 2000 se informó de cómo actuaba la Universal en Estados Unidos por testimonio del ex pastor Mario Justino dice que durante una década predicó por la Iglesia Universal en Brasil, Portugal y Brooklyn, sus superiores le ordenaron que "decirle a la gente, 'Si usted no da, Dios no mira a sus problemas." Regina Cerveira, canciller de la Iglesia Universal y administrador espiritual en Nueva York, insiste en que "Una persona que da $ 500 no tendrá más bendiciones que alguien que sólo da $ 100. No se debe al tamaño del dinero, sino al tamaño de la fe." A menudo, también se cuestionan las sesiones en donde los pastores expulsan demonios de las vidas de las personas, afirmando que simplemente son obras de teatro, hecho que de momento no se ha podido verificar factiblemente. También hay críticas del aceite que se compra en los supermercados ordinarios y los pastores fieles dicen que el aceite vino y fue bendecido en Israel, aunque en ciertas ocasiones, se proyectan cintas de video dentro de las iglesias, en donde se ven a los pastores y algunos encargados de la obra de la entidad viajando, principalmente, al país de Israel y, desde allí, traen distintos objetos tradicionalmente llamados por ellos como milagrosos.
En 2010 se les acusó de fraude y falsificación para obtener préstamos hipotecarios. Ese año, la oficina del fiscal de Nueva York acusó al Tesorero de la Iglesia Universal del Reino de Dios en Estados Unidos. Regina da Silva, de fraude y falsificación para obtener préstamos hipotecarios de más de $ 22 millones. Su abogado dijo a la audiencia que se cumplió con la mayoría de los requisitos legales para obtener hipotecas y sostuvo que Smith no fue el beneficiario de esas transacciones, sino la IURD, de acuerdo con los informes de New York Post.

 "el fraude es siempre malo, pero es especialmente indignante cuando los delincuentes hacen uso de las organizaciones religiosas, los tribunales y agencias del gobierno en sus planes."
 Fiscal de Nueva York, Cyrus Vance Jr.

Adicionalmente, se les investigó por supuesto lavado de dinero y conspiración. Dos Cambistas brasileños Marcelo Marini Bismarck y Cristina Rodríguez, dijeron a los fiscales norteamericanos haber enviado ilegalmente el equivalente a 420 millones de dólares desde Brasil a Nueva York, entre 1995 y 2001. Las remesas eran de 5 millones de dólares al mes. Los investigadores trataron de averiguar el destino que se había dado a estos recursos en Estados Unidos. El cálculo se hizo en secreto y tuvo entre sus objetivos el obispo Edir Macedo y el tesorero de la iglesia en Nueva York, Regina da Silva. Las investigaciones realizadas en los Estados Unidos en la iglesia fueron un subproducto de una de las mayores operaciones jamás realizada por Policía Federal de Brasil en contra de los cambistas, que tuvo lugar en 2004. Resultó en el arresto de 62 cambistas, pero en cambio, no se pudo arrestar a ningún miembro específico de IURD, por la no verificación del hecho en cuanto a sus personas. Bimarcker Marini y Rodrigues contaba con tres cuentas en el Banco Mercantil de Nueva York, en los que no hay dinero. Este habría ido a la entidad. Eran las cuentas abiertas a nombre de sociedades constituidas en paraísos fiscales: Milano Finance Inc., Pelican Holding Group y Florida Financial Group.
En Portugal en 2017 se abrieron investigaciones en cuanto a adopciones ilegales en los años 90 por acusaciones que niños fueron robados de sus padres y mandados a ultramar con ayuda de la iglesia.

### Actividades paralelas de sus miembros
Varios de sus miembros, la mayoría de los obispos (incluido Edir Macedo, en 1989 compraron la Rede Record por 45 millones de dólares y pagaron otros 300 millones de dólares de la deuda que la emisora paulista tenía, siendo así la estación de difusión de programas religiosos con mayor parte en su programación), poseía emisoras de TV y radio, los periódicos (como los diarios "Hoje em Dia", de Belo Horizonte, y "Correio do Povo", de Porto Alegre), gráficas (Ediminas y Universal), además de cuatro firmas de capital (que son accionistas de otras empresas), una agencia de viajes, una inmobiliaria, una compañía de seguros de salud. La IURD brasileña posee una compañía de taxi aéreo, Alliance Jet. Entre las compañías de medios, hay 23 estaciones de televisión afiliadas, (ha habido denuncias por parte de estaciones generalistas como SBT - Rede Globo - Rede Omega - Rede 21 - Rede Bandeirantes - Rede Cultura y Rede Gazeta), sobre la desintegración de las estaciones propias, pasando a hacer estaciones de Rede Universal con programación de la IURD y las 40 emisoras de radio registradas a nombre de un grupo de pastores y arrendamientos de 36 estaciones de radio pertenecientes a la Red Aleluya.

### Impacto mediático
En octubre de 2011 se estrenó la película de humor negro Dios me libre, una religión para la risa, donde de muestra de forma satírica cómo los telepredicadores le sacan el dinero a sus congregaciones inventando todo tipo de artículos divinos para posteriormente vendérselos. Los creadores de la cinta afirman que se trata de una crítica tanto a la iglesia «Pare de sufrir» como a los telepredicadores en general.

## Participación en la política
En 1986, la Iglesia Universal comenzó a incursionar en la política de Río de Janeiro, apoyando candidatos a la Asamblea Legislativa y al Concejo Municipal de la capital del estado. En 1990 se eligieron seis diputados estatales y tres diputados federales. En 1994, el número de diputados a la Cámara Federal se duplicó y aumentó a 8 diputados a las asambleas legislativas. En 1990, la iglesia eligió a seis diputados estatales y tres diputados federales. En 1994, el número de diputados a la Cámara Federal se duplicó y el número de diputados a las asambleas legislativas aumentó a ocho.
Ese año, en Río de Janeiro, ganó también la Secretaría de Trabajo y Acción Social y lanzó una candidatura al Senado, alcanzando el medio millón de votos. En las elecciones de 1998, Universal eligió 26 diputados en las asambleas legislativas de 18 estados brasileños y 17 diputados federales, con tres diputados apoyados por la iglesia y catorce de la iglesia misma de diferentes unidades federativas, cuya suma alcanzó la marca de 1,4 millones de votos. En las elecciones municipales de 2000, la IURD eligió varios concejales en todos los estados del país. Dos años después, eligió dieciséis diputados federales vinculados a la propia iglesia, dos más que en la candidatura anterior, y diecinueve diputados estaduales, en representación de diez estados de Brasil.
En 2005, a partir de la idea de unir a los grupos evangélicos y en especial a la Iglesia Universal, surgió el Partido Renovador Municipalista, luego rebautizado como Partido Republicano Brasileño y hoy solo Republicanos -a la que se suma el católico exvicepresidente de la República de Brasil José Aléncar. Los republicanos, cuando se fundaron, afirmaron ser un partido secular. Varios obispos y pastores de Universal se han postulado para cargos políticos de los republicanos. Entre ellos, el obispo Marcelo Crivella, exministro de Pesca y hoy alcalde de Río de Janeiro, y el obispo Antônio Bulhões. En 2012, Celso Russomano se convirtió en candidato a alcalde de São Paulo por el Partido, pero no por la iglesia; sin embargo, fue apoyada por la IURD y otras denominaciones evangélicas, como las Asambleas de Dios y la Iglesia Renascer em Cristo.
El obispo Marcelo Crivella también fue candidato en las elecciones municipales de Río de Janeiro de 2008, pero solo quedó tercero en la primera vuelta, detrás de Eduardo Paes y Fernando Gabeira. Edir Macedo atribuye la derrota a la falta de recursos económicos para su candidatura y a las denuncias de Carlos Rodrigues, exdirigente de la IURD, con el escándalo Mensalão. Posteriormente, Crivella fue electo senador del Estado de Río de Janeiro en las elecciones de 2010, dejando el Senado tras ser elegido en 2016 como alcalde de Río de Janeiro con el 59,36% de los votos válidos, momento en el que dijo haber ganado "una enorme ola de prejuicios" suscitada en su campaña electoral.
En 1995, en Portugal, la entonces reciente y creciente IURD portuguesa creó el Partido da Gente. Aunque la Constitución de la República Portuguesa prohíbe los partidos religiosos, el Tribunal Constitucional portugués no lo hizo.
El obispo Macedo apoyó la candidatura del expresidente de Brasil Fernando Collor de Mello. Además de ser el primer jefe de Estado que tuvo una relación directa. Edir empezó a hacer personalmente propaganda electoral para Collor, llegando incluso a fotografiarse junto a él. Antes de la elección, Macedo le pidió a Fernando, de ser elegido, que hiciera una oración el día de la toma de posesión. Tras su toma de posesión, Mello ignoró la solicitud del obispo.
La relación con el entonces presidente Fernando Henrique Cardoso fue más distante: el encuentro más cercano de Edir con miembros del PSDB fue en una oficina de la IURD en Brasilia con el exdiputado federal José Roberto Arruda; En este encuentro estuvo presente el exdiputado federal y ex obispo de la iglesia Carlos Rodrigues. El obispo Macedo no aprobó la administración de Fernando Henrique. A Macedo no le gustó la falta de diálogo del expresidente con la Iglesia Universal. La IURD apoyó la primera candidatura de Fernando en 1994.
Carlos Rodrigues inició, junto con Edir, la obra de la iglesia cuando aún estaba ubicada en un quiosco de música en el barrio Méier de Río de Janeiro en 1977. Fue expulsado de la IURD en 2004 y renunció al cargo en 2005. Además Para Carlos, otros 10 diputados federales vinculados a la iglesia y denunciados en su involucramiento con Mensalão también fueron expulsados de Universal. Edir declaró que las reglas de disciplina y moralidad se aplican a todos en Universal, sin excepción. Pero Macedo también confesó que su salida en ese momento fue una gran pérdida y momentos difíciles para él. En 2009, Rodrigues volvió a la institución, pero sin el cargo de obispo, y a cargo de locutor de radio Nova AM. En 2012, fue condenado por el Supremo Tribunal Federal a seis años y tres meses de prisión y más de 290 días multa por valor de 10 salarios mínimos por los delitos de corrupción pasiva y lavado de dinero en el caso Mensalão.
Con Luiz Inácio Lula da Silva, la relación fue más estrecha con Edir Macedo, con varios encuentros ocurridos antes y durante la toma de posesión del expresidente. Lula se pronunció en contra de la detención de Macedo en 1992, además de defender su ministerio. “Creo que el arresto es absurdo porque el obispo está engañando a la gente con su religión. La gente tiene fe en lo que quiere tener fe”, dijo Luiz. Durante la toma de posesión de Dilma Rousseff, representantes de la Rede Record, entre ellos Edir Macedo, fueron invitados durante la ceremonia presidencial. Cuando Dilma iba a saludar a los altos de la emisora, entre ellos el obispo Macedo, la cadena Globo cortó la señal momentos antes y, en ese momento, prefirió poner imágenes de archivo de Caldeirão do Huck. Globo News, que también forma parte de Organizações Globo, mostró el inicio de la llegada de Edir y Alexandre Raposo, presidente de Record, quien fue designado como "agente del ceremonial", pero momentos después el noticiero cortó el enlace al vivo. cuando el obispo estrechaba la mano de Dilma para mostrarle en cambio el avión que el hasta entonces presidente Lula usaría para regresar a São Paulo. De acuerdo con la dirección de Globo, no fue la intención deliberadamente cortar el tiempo de los líderes de Record en la toma de posesión del presidente y que el tiempo ya estaba previsto, así como se hizo en 2002, para interrumpir las transmisiones inmediatamente después del discurso en la meseta.
Durante el gobierno interino del presidente Michel Temer, el obispo de la IURD y presidente nacional de los republicanos Marcos Pereira fue nombrado ministro de Industria y Comercio en 2016, pero renunció en enero de 2018 tras ser citado en la Operação Lava Jato. Aunque ha anunciado su apoyo al candidato Geraldo Alckmin en la primera vuelta de las elecciones presidenciales de Brasil en 2018 desde su precandidatura, Republicanos apoyó en la segunda vuelta al candidato ganador Jair Bolsonaro, con Marcos Pereira anunciando que "al menos el 80% de los la [...] agenda [del partido] converge con la agenda del gobierno”, y que colaborarían en todo lo posible. Después de los resultados electorales, Folha de S.Paulo acusó a la IURD de utilizar su maquinaria mediática para apoyar al candidato Jair Bolsonaro y atacar a Fernando Haddad, con Edir Macedo declarando su voto por el candidato electo y su yerno, el obispo Renato Cardoso, diciendo en Aleluia Network que "cierto candidato ahora debe estar amargamente arrepentido por haber ofendido a millones de evangélicos".
En 2019, la iglesia creó el "Grupo Arimatea"; a partir de José de Arimatea (político judío de la época bíblica, también conocido por ostentar poderes sobre el cuerpo de Jesucristo después de la crucifixión), es un grupo que promueve acciones sociales y de ciudadanía e inclusión, así como la conciencia política sobre los derechos y deberes de las personas. miembros de la iglesia.

### Uso de la iglesia y RecordTV para injerencia política
Oficialmente, Universal niega mezclar política y religión, pero al informar sobre el aumento de políticos electos en 2020 vinculados a ella, Congresso em Foco entrevistó a expertos que señalaron la influencia política que tiene la iglesia en Brasil. Lívia Reis, investigadora del Instituto de Estudios de la Religión (Iser) y de la Universidad Federal de Río de Janeiro (UFRJ), dijo que la IURD utiliza la institución con fines políticos:

Universal inauguró este tipo de política, allá por los años de 1980, durante la redemocratización (...) Ellos [los candidatos] utilizan tanto la estructura institucional como la estructura partidaria de los republicanos (...) necesariamente por el partido Republicanos.
— Lívia Reis

La politóloga Flávia Babireski, investigadora del Laboratorio de Partidos y Sistemas de Partidos de la Universidad Federal de Paraná (LAPeS/UFPR), dijo que "Universal es muy centralizada, una institución única en todo Brasil, entonces tiene una estructura muy coordinada". estructura jerárquica, muy bien pensada (...) Entonces hacer esta coordinación política paralela es muy fácil. Sabiendo quién es el candidato oficial de la Iglesia, Universal lo sabe.” 
También en 2020, cuando Marcelo Crivella era alcalde, la IURD fue acusada de interferir en la elección de consejeros de la Comisión de Ética de los Consejos Tutelares del Municipio de Río. Según denuncia presentada ante el Ministerio Público del Estado de Río de Janeiro, la votación habría sido amañada para ampliar el dominio de la Iglesia Universal en el organismo. La elección tuvo lugar en enero de 2020 y resultó en la elección de cinco concejales, todos evangélicos. Poco después de la elección, el Ayuntamiento de Río creó el rol de "Coordinadora de Apoyo a los Consejos Tutelares", y nombró para ocupar el cargo a un ex consejero y miembro de la IURD, quien luego fue destituido del cargo por sospechas de corrupción. Concejales escuchados por el G1 acusaron al Ayuntamiento de transformar los Consejos Tutelares en “corrales electorales”. En una nota, el Ayuntamiento de Río afirmó que la elección de los consejos es organizada por los propios concejales, sin su injerencia.
Al comentar cómo las noticias de RecordTV informaron sobre la detención de Marcelo Crivella, Ricardo Feltrin, columnista de UOL, señaló que el periodismo de la estación no tiene credibilidad porque está vinculado a Universal:

El año pasado, esta columna opinó sobre algunas razones que no permiten que el periodismo de Record demuestre imparcialidad y credibilidad.
El más grande, sin duda, es el hecho de que la emisora está unida umbilicalmente a la Iglesia Universal del Reino de Dios. (...) Hoy, 22 de diciembre, la situación se repitió, pero en sentido contrario.
Mientras todas las televisiones y sitios web del país seguían la detención de Marcelo Crivella, alcalde de Río, obispo de Universal y sobrino de Edir Macedo, Record utilizó su periodismo para "dorar" la píldora.
En todas las emisoras el título era obvio y claro: "Detienen a Marcelo Crivella".
En "Fala Brasil" de Record, sin embargo, el titular de la noticia fue:
“Alcalde Marcelo Crivella es llevado a la Ciudad de la Policía”.
Difícil de creer en una coincidencia o un simple error de edición. Esta es la cara del periodismo de Récord, esta es la verdad.
El tratamiento de la noticia por parte de Record inmediatamente tuvo repercusiones en redes sociales e internautas.
La red ha sido criticada por supuestamente intentar "poner una tapa" o distorsionar un hecho consumado: el arresto se trata solo como "conducción".
— Ricardo Feltrin, UOL

## Programa de televisiónPare de sufrir
El programa denominado Pare de sufrir es emitido a toda América Latina.

### Emisiones Internacionales
- Argentina: CN23, Canal CM y UNIFE TV (estos dos últimos transmiten programación de la Iglesia Universal las 24 h). En caso en cuales antes era emitidos en los señales América TV, Canal 9, Telefe y Net TV
- Ingresó en el 2019 a la TV por streaming y de contenidos seculares a través de "Unife TV", siendo fundada, financiada casi en totalidad por capitales de la denominación.
- Bolivia: Red Uno, Unitel, ATB y TV Universal.
- Chile: La Red y Telecanal.
- Colombia: Canal 1, Citytv, Telecaribe (el programa recibe bajo el nombre de La hora del milagro y Despertar de La Fe).
- Ecuador: Oromar Televisión
- Paraguay: Paravisión, Latele, ABC TV, Unicanal
- Uruguay: Canal 4 y Teledoce
- España: canal de televisión TBN España
- Panamá: RPC (Se transmite bajo el nombre de Oración Fuerte al Espíritu Santo).
- México: Azteca Uno, Azteca 7, Las Estrellas (se transmite bajo el nombre de Problemas y Soluciones y Venciendo la Crisis) y UNIFE TV.
- Perú: UNIFE TV.
- Venezuela: Venevisión, TV Universal.

## Películas basadas en la Iglesia Universal del Reino de Dios
Los Diez Mandamientos es una película estrenada en 2016 por Rede Record, controlada por UCKG, en asociación con Paris Filmes. Es una adaptación de la serie de televisión homónima presentada por Rede Record en 2015. La adaptación fue escrita por Vivian de Oliveira y dirigida por Alexandre Avancini, con el mismo elenco de la telenovela.
Durante el pedido anticipado, la película rompió varios récords. En dos semanas, se vendieron más de 2 millones de entradas y también se mostró en más pantallas en Brasil, más de 1000, que cualquier película anterior. Sin embargo, fue mal recibido por la crítica.
La IURD fue criticada por promocionar fuertemente la película a sus servicios y pedir dinero a los asistentes para comprar boletos para quienes no podían pagarlos; los pastores en los servicios de la iglesia distribuyeron sobres con el logotipo de los Diez Mandamientos y pidieron que se llenaran con dinero y se devolvieran para ayudar a la "causa", intercalados con el énfasis en la importancia de diezmar el 10% del salario, más donaciones adicionales, cada mes.
La película fue ampliamente estrenada, pero un informe de noticias en São Paulo mostró salas de proyección vacías en el estreno de la película, a pesar de que las entradas se vendieron en la taquilla. Se informó que en Recife un solo comprador asociado a la IURD compró todas las entradas para todas las funciones de la película en sus dos primeras semanas, más de 20.700 entradas. La IURD negó oficialmente los informes negativos sobre la película.
En 2018, la película Nada a Perder (Nada que perder), que describe la historia de Edir Macedo, parcialmente financiada y promovida por el canal de Macedo (RecordTV), también se informó que era la película brasileña más vendida, pero estaba jugando a las filas. de asientos vacíos noche tras noche; en un caso, se realizaron dos funciones con entradas agotadas en un cine totalmente vacío y para una mujer y sus dos hijos. Un portavoz de la IURD dijo que era una mentira y una noticia falsa propagada por medios con "una larga historia de ataques contra Universal y la fe cristiana" que la película estaba mostrando en salas vacías. Dijo que la iglesia "nunca" había comprado entradas para la película, pero había "una iniciativa para que la mayor cantidad de gente posible pudiera ver la película, llevando a la población necesitada y a los vecinos de los barrios pobres, a los excluidos y a los que nunca tenían acceso a un cine donde viven".
- Nada que perder. Basada en hechos reales, la película revela los episodios más impactantes de la vida de Edir Macedo.
- Nada que perder 2. La película sigue la historia del líder religioso Edir Macedo.

## Novelas y series
- Jesús
- Génesis
- Moisés y los Diez Mandamientos
- Josué y la Tierra Prometida
- Apocalipsis
- El rico y Lázaro
- José de Egipto
- Rey David
- Los Milagros de Jesús